# Steganopsis nigropunctata
Steganopsis nigropunctata är en tvåvingeart som först beskrevs av Thomson 1869.  Steganopsis nigropunctata ingår i släktet Steganopsis och familjen lövflugor.
Artens utbredningsområde är Guam. Inga underarter finns listade i Catalogue of Life.